# West Ham United Women Football Club 2022-2023
Questa voce raccoglie le informazioni riguardanti il West Ham United Women Football Club nelle competizioni ufficiali della stagione 2022-2023.

## Stagione
La stagione è partita con un rinnovamento della squadra e con un cambio alla guida tecnica, avendo Paul Konchesky preso il posto del neozelandese Olli Harder, del quale era il vice. Il campionato di Women's Super League è stato concluso al nono posto con 21 punti conquistati, frutto di 6 vittorie, 3 pareggi e 13 sconfitte. In Women's FA Cup la squadra, che era partita dal quarto turno, è stata eliminata al quinto turno dopo aver perso contro l'Aston Villa dopo i tiri di rigore. In FA Women's League Cup la squadra ha superato la fase a gruppi come prima classificata nel gruppo C; nella fase a eliminazione diretta ha battuto il Liverpool ai quarti di finale, mentre è stata poi eliminata in semifinale, dopo aver perso 0-7 contro il Chelsea.

## Maglie e sponsor
Le tenute di gioco solo le stesse adottate dal West Ham Utd maschile.
| Casa | Trasferta | Terza divisa |

## Rosa
| N. |                          | Ruolo | Calciatrice          |
| -- | ------------------------ | ----- | -------------------- |
| 1  | Nuova Zelanda (bandiera) | P     | Mackenzie Arnold     |
| 2  | Scozia (bandiera)        | D     | Kirsty Smith         |
| 3  | Giappone (bandiera)      | D     | Risa Shimizu         |
| 4  | Inghilterra (bandiera)   | C     | Abbey-Leigh Stringer |
| 5  | Belgio (bandiera)        | C     | Amber Tysiak         |
| 7  | Scozia (bandiera)        | C     | Lisa Evans           |
| 8  | Danimarca (bandiera)     | C     | Emma Snerle          |
| 9  | Inghilterra (bandiera)   | A     | Claudia Walker       |
| 10 | Islanda (bandiera)       | C     | Dagný Brynjarsdóttir |
| 11 | Irlanda (bandiera)       | C     | Isibeal Atkinson     |
| 12 | Inghilterra (bandiera)   | C     | Kate Longhurst       |
| 14 | Danimarca (bandiera)     | A     | Amalie Thestrup      |
| 15 | Inghilterra (bandiera)   | D     | Lucy Parker          |
| 16 | Irlanda (bandiera)       | C     | Jessica Ziu          |

| N. |                        | Ruolo | Calciatrice        |
| -- | ---------------------- | ----- | ------------------ |
| 17 | Inghilterra (bandiera) | C     | Melisa Filis       |
| 18 | Inghilterra (bandiera) | D     | Anouk Denton       |
| 19 | Giappone (bandiera)    | C     | Honoka Hayashi     |
| 20 | Norvegia (bandiera)    | A     | Thea Kyvåg         |
| 21 | Inghilterra (bandiera) | D     | Shannon Cooke      |
| 22 | Inghilterra (bandiera) | D     | Grace Fisk         |
| 23 | Francia (bandiera)     | D     | Hawa Cissoko       |
| 26 | Francia (bandiera)     | A     | Viviane Asseyi     |
| 27 | Inghilterra (bandiera) | D     | Maisy Barker       |
| 28 | Inghilterra (bandiera) | P     | Sophie Hillyerd    |
| 33 | Inghilterra (bandiera) | C     | Halle Houssein     |
| 35 | Inghilterra (bandiera) | A     | Alex Hennessy      |
| 41 | Inghilterra (bandiera) | C     | Keira Flannery     |
| 60 | Inghilterra (bandiera) | A     | Princess Ademiluyi |

## Calciomercato

### Sessione estiva
| Acquisti | Acquisti         | Acquisti           | Acquisti |
| R.       | Nome             | da                 | Modalità |
| -------- | ---------------- | ------------------ | -------- |
| P        | Sophie Hillyerd  | Charlton Athletic  | [ 7 ]    |
| D        | Kirsty Smith     | Manchester United  | [ 8 ]    |
| D        | Risa Shimizu     | Tokyo Verdy Beleza | [ 9 ]    |
| C        | Isibeal Atkinson | Celtic             | [ 10 ]   |
| D        | Honoka Hayashi   | AIK                | [ 11 ]   |
| C        | Halle Houssein   | Arsenal            | [ 12 ]   |
| C        | Lisa Evans       | Arsenal            | [ 13 ]   |
| C        | Keira Flannery   | Arsenal            | [ 14 ]   |
| C        | Jessica Ziu      | Shelbourne         | [ 15 ]   |
| A        | Viviane Asseyi   | Bayern Monaco      | [ 16 ]   |
| A        | Alex Hennessy    | Arsenal            | [ 17 ]   |
| A        | Thea Kyvåg       | LSK Kvinner        | [ 18 ]   |

| Cessioni | Cessioni          | Cessioni              | Cessioni |
| R.       | Nome              | a                     | Modalità |
| -------- | ----------------- | --------------------- | -------- |
| P        | Anna Leat         | Aston Villa           | [ 19 ]   |
| P        | Emily Moore       | Lewes                 | [ 20 ]   |
| D        | Gilly Flaherty    | Liverpool             | [ 21 ]   |
| D        | Lois Joel         | London City Lionesses | [ 19 ]   |
| C        | Yui Hasegawa      | Manchester City       | [ 22 ]   |
| C        | Kateřina Svitková | Chelsea               | [ 19 ]   |
| C        | Zaneta Wyne       | Racing Louisville     | [ 19 ]   |
| C        | Tameka Yallop     | Brann                 | [ 23 ]   |
| A        | Adriana Leon      | Manchester United     | [ 24 ]   |

### Sessione invernale
| Acquisti | Acquisti        | Acquisti             | Acquisti |
| R.       | Nome            | da                   | Modalità |
| -------- | --------------- | -------------------- | -------- |
| D        | Shannon Cooke   | LSU Tigers           | [ 25 ]   |
| D        | Anouk Denton    | Louisville Cardinals | [ 26 ]   |
| D        | Amber Tysiak    | OH Lovanio           | [ 27 ]   |
| A        | Amalie Thestrup | PSV                  | prestito |

| Cessioni | Cessioni       | Cessioni          | Cessioni |
| R.       | Nome           | a                 | Modalità |
| -------- | -------------- | ----------------- | -------- |
| C        | Grace Garrad   | Stabæk            | [ 29 ]   |
| A        | Alex Hennessy  | Charlton Athletic | [ 30 ]   |
| A        | Thea Kyvåg     | LSK Kvinner       | [ 31 ]   |
| A        | Claudia Walker | Birmingham City   | [ 32 ]   |

## Risultati

### Women's Super League

#### Girone di andata
| Arbitro: | Reeves |

|                               |           |                   |
| Kirby 40’ Kerr 58’ Bright 62’ | Marcatori | 3’ Brynjarsdóttir |

| Arbitro: | Impey |

|           |           |  |
| Evans 45’ | Marcatori |  |

| Arbitro: | Heaslip |

|  |           |                         |
|  | Marcatori | 55’ Blundell 50’ García |

| Arbitro: | Foster |

|          |           |                               |
| Dali 77’ | Marcatori | 2’ Brynjarsdóttir 14’ Hayashi |

| Arbitro: | Impey |

|                                   |           |                                     |
| Brynjarsdóttir 4’ Asseyi 22’, 29’ | Marcatori | 75’ Wellings 82’ (rig.) Troelsgaard |

| Arbitro: | Byrne |

|                                       |           |                    |
| Nobbs 42’ Blackstenius 53’ Maanum 70’ | Marcatori | 35’ Brynjarsdóttir |

| Arbitro: | Heaslip |

|                                                 |           |                                                     |
| Evans 3’ V. Williams 61’ (o.g.) Asseyi 85’, 86’ | Marcatori | 8’, 20’ (rig.) Carter 11’ Sarri 68’ Terland 71’ Fox |

| Arbitro: | Saunders |

|              |           |  |
| Atkinson 88’ | Marcatori |  |

| Arbitro: | Hair |

|                        |           |  |
| Holland 3’ Stengel 20’ | Marcatori |  |

| Arbitro: | Watkins |

|  |           |                                |
|  | Marcatori | 49’ Brynjarsdóttir 83’ Cissoko |

| Arbitro: | Fearn |

|  |           |          |
|  | Marcatori | 50’ Shaw |

#### Girone di ritorno
| Arbitro: | Nield |

|                                               |           |  |
| K. Holmgaard 3’ Finnigan 12’ Beever-Jones 70’ | Marcatori |  |

| Dagenham 5 febbraio 2023, ore 18:45 UTC+0 13ª giornata | West Ham | 0 – 0 referto | Arsenal | Victoria Road\| Arbitro: \| Watkins \| |
| Arbitro:                                               | Watkins  |               |         |                                        |

| Arbitro: | Benn |

|                       |           |            |
| Wellings 66’ Rowe 85’ | Marcatori | 76’ Asseyi |

| Arbitro: | Bell |

|            |           |                    |
| Asseyi 79’ | Marcatori | 34’ Daly 62’ Nobbs |

| Arbitro: | Heaslip |

|                                             |           |  |
| Zelem 52’ (rig.) García 65’, 90+1’ Ladd 84’ | Marcatori |  |

| Dagenham 2 aprile 2023, ore 17:00 UTC+1 17ª giornata | West Ham | 0 – 0 referto | Liverpool | Victoria Road\| Arbitro: \| Simms \| |
| Arbitro:                                             | Simms    |               |           |                                      |

| Arbitro: | Simms |

|                                                          |           |                      |
| Kelly 6’, 7’ Coombs 25’ Shaw 62’ Houghton 65’ Fowler 82’ | Marcatori | 11’ Snerle 72’ Evans |

| Arbitro: | Saunders |

|  |           |                                                 |
|  | Marcatori | 13’ Charles 48’ Harder 64’ Ingle 90+3’ Cuthbert |

| Arbitro: | Fearn |

|           |           |  |
| Green 57’ | Marcatori |  |

| Arbitro: | Benn |

|                   |           |                                             |
| Cain 90+9’ (rig.) | Marcatori | 18’ (aut.) Howard 60’ (rig.) Brynjarsdóttir |

| Arbitro: | Pearson |

|                              |           |                  |
| Snerle 38’ Graham 44’ (aut.) | Marcatori | 20’, 48’ England |

### Women's FA Cup
| Arbitro: | Bria |

|  |           |                                       |
|  | Marcatori | 71’ Brynjarsdóttir 76’ (aut.) Johnson |

| Arbitro: | Benn |

|                                                                   |                      |                                                                 |
| Brynjarsdóttir 90+2’                                              | Marcatori            | 50’ Daly                                                        |
| Brynjarsdóttir Fisk Filis Asseyi Atkinson Shimizu Flannery Arnold | Tiri di rigore 6 – 7 | Mayling Staniforth Gielnik Nobbs Pacheco Gregory Corsie Hampton |

### FA Women's League Cup

#### Fase a gruppi
| Dartford 2 ottobre 2022, ore 14:00 UTC+1 Gruppo C - 1ª giornata | London City Lionesses | 2 – 2 referto                                                                                            | West Ham | Princes Park |
| \| \| \| \| \| Heuchan 26’ Ewens 62’ \| Marcatori \| 90+4’ Brynjarsdóttir 67’ Asseyi \| \| Hopcroft Agg Joel Nolan Yanez Primus Neville Bennett Shepherd Muya Girasoli Hopcroft Agg \| Tiri di rigore 9 – 10 \| Longhurst Asseyi Filis Evans Brynjarsdóttir Fisk Shimizu Smith Hayashi Kyvåg Arnold Filis Brynjarsdóttir \| |                       | |          |              |
| |                       | |          |              |
| Heuchan 26’ Ewens 62’ | Marcatori             | 90+4’ Brynjarsdóttir 67’ Asseyi                                                                          |          |              |
| Hopcroft Agg Joel Nolan Yanez Primus Neville Bennett Shepherd Muya Girasoli Hopcroft Agg | Tiri di rigore 9 – 10 | Longhurst Asseyi Filis Evans Brynjarsdóttir Fisk Shimizu Smith Hayashi Kyvåg Arnold Filis Brynjarsdóttir |          |              |

| Dagenham 27 novembre 2022, ore 15:00 UTC+0 Gruppo C - 2ª giornata         | West Ham  | 2 – 0 referto | Birmingham City | Victoria Road |
| \| \| \| \| \| Longhurst 12’ Brynjarsdóttir 75’ (rig.) \| Marcatori \| \| |           |               |                 |               |
|                                                                           |           |               |                 |               |
| Longhurst 12’ Brynjarsdóttir 75’ (rig.)                                   | Marcatori |               |                 |               |

| Arbitro: | Dowle |

|                         |                      |                     |
| Symonds V. Williams Fox | Tiri di rigore 3 – 0 | Filis Fisk Houssein |

#### Fase a eliminazione diretta
| Arbitro: | Woods |

|  |           |                    |
|  | Marcatori | 87’ Brynjarsdóttir |

| Arbitro: | Saunders |

|  |           |                                                         |
|  | Marcatori | 3’, 22’, 45+1’, 60’ Kerr 10’ Kirby 55’ James 65’ Reiten |

## Statistiche

### Statistiche di squadra
| Competizione          | Punti | In casa | In casa | In casa | In casa | In casa | In casa | In trasferta | In trasferta | In trasferta | In trasferta | In trasferta | In trasferta | Totale | Totale | Totale | Totale | Totale | Totale | DR  |
| Competizione          | Punti | G       | V       | N       | P       | Gf      | Gs      | G            | V            | N            | P            | Gf           | Gs           | G      | V      | N      | P      | Gf     | Gs     | DR  |
| --------------------- | ----- | ------- | ------- | ------- | ------- | ------- | ------- | ------------ | ------------ | ------------ | ------------ | ------------ | ------------ | ------ | ------ | ------ | ------ | ------ | ------ | --- |
| Women's Super League  | 21    | 11      | 3       | 3       | 5       | 12      | 18      | 11           | 3            | 0            | 8            | 11           | 26           | 22     | 6      | 3      | 13     | 23     | 44     | -21 |
| Women's FA Cup        | -     | 1       | 0       | 1       | 0       | 1       | 1       | 1            | 1            | 0            | 0            | 2            | 0            | 2      | 1      | 1      | 0      | 3      | 1      | +2  |
| FA Women's League Cup | -     | 2       | 1       | 0       | 1       | 2       | 7       | 3            | 1            | 2            | 0            | 3            | 2            | 5      | 2      | 2      | 1      | 5      | 9      | -4  |
| Totale                | -     | 14      | 4       | 4       | 6       | 15      | 26      | 15           | 5            | 2            | 8            | 16           | 28           | 29     | 9      | 6      | 14     | 31     | 54     | -23 |

### Andamento in campionato
| Giornata  | 1 | 2 | 3 | 4 | 5 | 6 | 7 | 8 | 9 | 10 | 11 | 12 | 13 | 14 | 15 | 16 | 17 | 18 | 19 | 20 | 21 | 22 |
| --------- | - | - | - | - | - | - | - | - | - | -- | -- | -- | -- | -- | -- | -- | -- | -- | -- | -- | -- | -- |
| Luogo     | T | C | C | T | C | T | C | C | T | T  | C  | T  | C  | T  | C  | T  | C  | T  | C  | T  | T  | C  |
| Risultato | P | V | P | V | V | P | P | V | P | V  | P  | P  | N  | P  | P  | P  | N  | P  | P  | P  | V  | N  |
| Posizione | 9 | 6 | 6 | 6 | 5 | 7 | 8 | 6 | 6 | 5  | 6  | 7  | 7  | 7  | 7  | 7  | 7  | 8  | 8  | 8  | 8  | 8  |

Legenda:

Luogo: C = Casa; T = Trasferta. Risultato: V = Vittoria; N = Pareggio; P = Sconfitta.

### Statistiche delle giocatrici
| Giocatore         | Women's Super League | Women's Super League | Women's Super League | Women's Super League | Women's FA Cup | Women's FA Cup | Women's FA Cup | Women's FA Cup | FA Women's League Cup | FA Women's League Cup | FA Women's League Cup | FA Women's League Cup | Totale   | Totale | Totale      | Totale     |
| Giocatore         | Presenze             | Reti                 | Ammonizioni          | Espulsioni           | Presenze       | Reti           | Ammonizioni    | Espulsioni     | Presenze              | Reti                  | Ammonizioni           | Espulsioni            | Presenze | Reti   | Ammonizioni | Espulsioni |
| ----------------- | -------------------- | -------------------- | -------------------- | -------------------- | -------------- | -------------- | -------------- | -------------- | --------------------- | --------------------- | --------------------- | --------------------- | -------- | ------ | ----------- | ---------- |
| P. Ademiluyi      | 1                    | 0                    | 0                    | 0                    | -              | -              | -              | -              | -                     | -                     | -                     | -                     | 1        | 0      | 0           | 0          |
| M. Arnold         | 20                   | -35                  | 2                    | 0                    | 2              | -1             | 0              | 0-             | 5                     | -9                    | 0                     | 0                     | 27       | -45    | 2           | 0          |
| V. Asseyi         | 22                   | 6                    | 2                    | 0                    | 2              | 0              | 1              | 0              | 5                     | 1                     | 1                     | 0                     | 29       | 7      | 4           | 0          |
| I. Atkinson       | 15                   | 1                    | 0                    | 0                    | 2              | 0              | 0              | 0              | 3                     | 0                     | 0                     | 0                     | 20       | 1      | 0           | 0          |
| D. Brynjarsdóttir | 21                   | 6                    | 1                    | 0                    | 2              | 2              | 0              | 0              | 5                     | 3                     | 1                     | 0                     | 28       | 11     | 2           | 0          |
| H. Cissoko        | 16                   | 1                    | 3                    | 1                    | 2              | 0              | 1              | 0              | 3                     | 0                     | 0                     | 0                     | 21       | 1      | 4           | 1          |
| S. Cooke          | 1                    | 0                    | 0                    | 0                    | 0              | 0              | 0              | 0              | 1                     | 0                     | 0                     | 0                     | 2        | 0      | 0           | 0          |
| A. Denton         | 5                    | 0                    | 0                    | 0                    | 0              | 0              | 0              | 0              | 1                     | 0                     | 0                     | 0                     | 6        | 0      | 0           | 0          |
| L. Evans          | 22                   | 3                    | 1                    | 0                    | 2              | 0              | 0              | 0              | 4                     | 0                     | 0                     | 0                     | 28       | 3      | 1           | 0          |
| M. Filis          | 9                    | 0                    | 2                    | 0                    | 2              | 0              | 1              | 0              | 5                     | 0                     | 0                     | 0                     | 16       | 0      | 3           | 0          |
| G. Fisk           | 21                   | 0                    | 2                    | 0                    | 2              | 0              | 0              | 0              | 5                     | 0                     | 0                     | 0                     | 28       | 0      | 2           | 0          |
| K. Flannery       | 3                    | 0                    | 0                    | 0                    | 2              | 0              | 0              | 0              | 1                     | 0                     | 0                     | 0                     | 6        | 0      | 0           | 0          |
| H. Hayashi        | 21                   | 1                    | 1                    | 0                    | 1              | 0              | 0              | 0              | 5                     | 0                     | 1                     | 0                     | 27       | 1      | 2           | 0          |
| S. Hillyerd       | 3                    | -9                   | 0                    | 0                    | 0              | 0              | 0              | 0              | 0                     | 0                     | 0                     | 0                     | 3        | -9     | 0           | 0          |
| H. Houssein       | 5                    | 0                    | 0                    | 0                    | 1              | 0              | 0              | 0              | 2                     | 0                     | 0                     | 0                     | 8        | 0      | 0           | 0          |
| T. Kyvåg          | 10                   | 0                    | 1                    | 0                    | -              | -              | -              | -              | 2                     | 0                     | 0                     | 0                     | 12       | 0      | 1           | 0          |
| K. Longhurst      | 21                   | 0                    | 3                    | 0                    | 2              | 0              | 1              | 0              | 5                     | 1                     | 1                     | 0                     | 28       | 1      | 5           | 0          |
| L. Parker         | 14                   | 0                    | 4                    | 0                    | 1              | 0              | 0              | 0              | 3                     | 0                     | 0                     | 0                     | 18       | 0      | 4           | 0          |
| R. Shimizu        | 22                   | 0                    | 0                    | 0                    | 1              | 0              | 0              | 0              | 5                     | 0                     | 0                     | 0                     | 28       | 0      | 0           | 0          |
| E. Snerle         | 12                   | 2                    | 1                    | 0                    | 2              | 0              | 0              | 0              | 2                     | 0                     | 0                     | 0                     | 16       | 2      | 1           | 0          |
| K. Smith          | 22                   | 0                    | 0                    | 0                    | 2              | 0              | 1              | 0              | 5                     | 0                     | 0                     | 0                     | 29       | 0      | 1           | 0          |
| A-L. Stringer     | 11                   | 0                    | 5                    | 0                    | 0              | 0              | 0              | 0              | 3                     | 0                     | 0                     | 0                     | 14       | 0      | 5           | 0          |
| A. Thestrup       | 10                   | 0                    | 0                    | 0                    | 1              | 0              | 0              | 0              | 1                     | 0                     | 0                     | 0                     | 12       | 0      | 0           | 0          |
| A. Tysiak         | 4                    | 0                    | 0                    | 0                    | -              | -              | -              | -              | -                     | -                     | -                     | -                     | 4        | 0      | 0           | 0          |
| C. Walker         | 8                    | 0                    | 0                    | 0                    | -              | -              | -              | -              | 2                     | 0                     | 0                     | 0                     | 10       | 0      | 0           | 0          |
| J. Ziu            | 3                    | 0                    | 1                    | 0                    | -              | -              | -              | -              | 1                     | 0                     | 0                     | 0                     | 4        | 0      | 1           | 0          |